# Mercedes-Benz C112

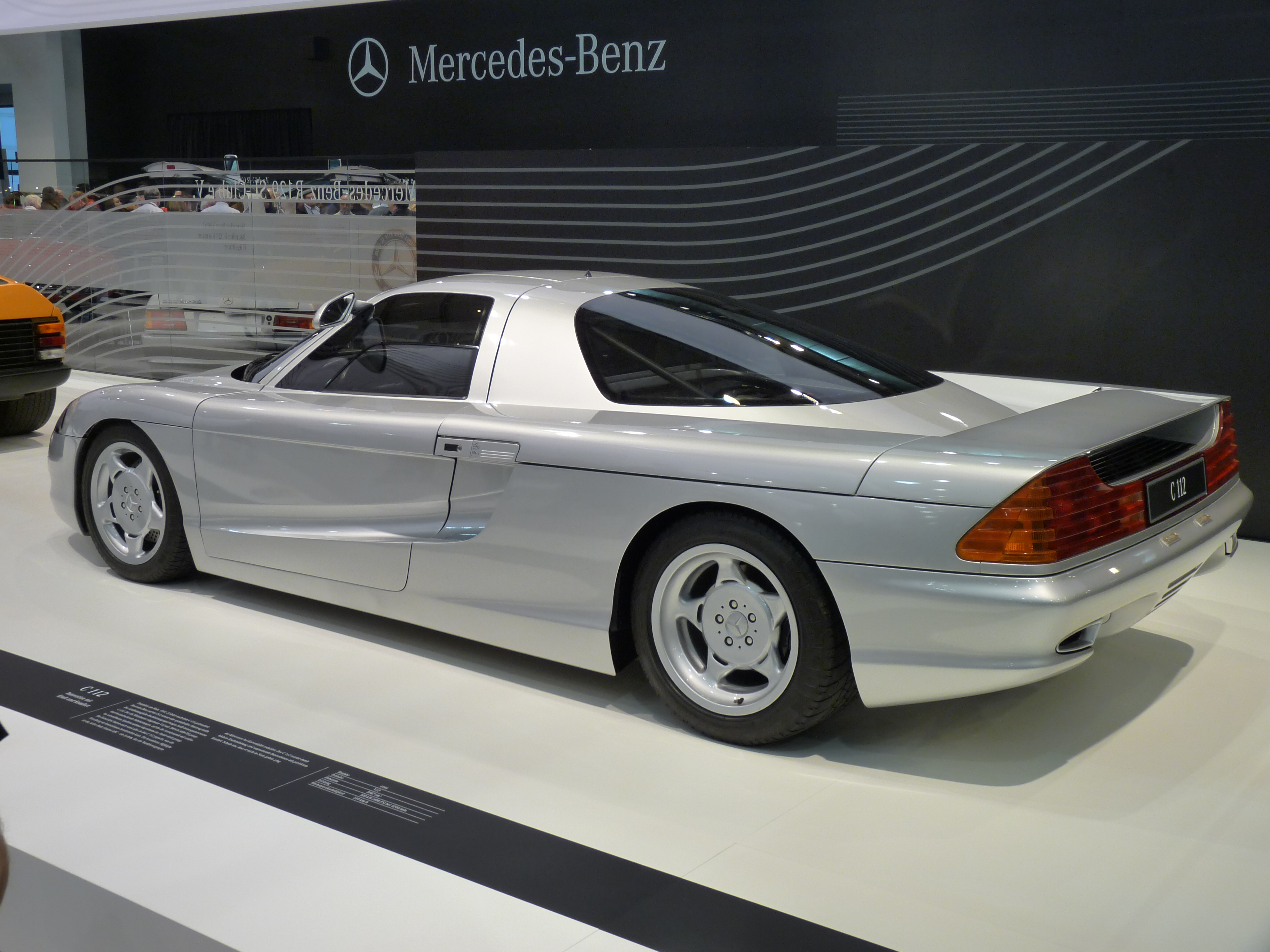
Parte posterior del C112.

El Mercedes-Benz C112 es un prototipo de automóvil superdeportivo desarrollado por Mercedes-Benz, que se presentó en el Salón del Automóvil de Fráncfort en 1991 como un vehículo de producción. Es un cupé biplaza con puertas de ala de gaviota. 

## Equipamiento
El Mercedes-Benz C112 está equipado con bolsa de aire, un elemento de seguridad pasiva que aún no era muy común a principios de los años 90.
El auto cuenta con el Active Body Control, que fue diseñado para controlar la estabilidad del vehículo a través de una combinación de resortes activos y sistema hidráulico en cada rueda, además de sensores que monitorean los movimientos del vehículo. La computadora del vehículo evalúa la información de los sensores y ajusta la suspensión en consecuencia.
En su época, el C112 también contaba con las actualizaciones más recientes en frenos antibloqueo (ABS) y sistema de control antideslizante (ASR), que dividen la presión de frenado entre las ruedas delanteras y las traseras.

## Mecánica y prestaciones
Erigido en la tradición del vehículo experimental C111, el C112 tiene un motor V12 de 5987 centímetros cúbicos (6 litros), 48 válvulas y 402 HP (408 CV; 300 kW) que le permite alcanzar unos 310 km/h de velocidad máxima y acelerar de 0 a 100 km/h en 4,9 s. La caja de cambios es manual de 6 marchas.

## Producción
A pesar de que Mercedes-Benz tenía la intención de fabricar este modelo, finalmente la marca decidió no producir el vehículo incluso tras recibir 700 pedidos. Esta decisión probablemente se debiese a la dificultad y los costes de trasladar en aquella época toda la avanzada tecnología del C112 a un automóvil de producción.